# 新民主党 (加拿大)
新民主党（英語：New Democratic Party，缩写为NDP，缩写为NPD）是加拿大的一个社会民主主义政党，现任臨時黨領为戴偉思。該黨現時是加拿大國會的第四大黨，2011至2015年間則首次成為聯邦第二大黨（即官方反對黨）。
聯邦新民主黨和各省及地區的新民主黨皆互相隸屬，並共享黨員架構，与其它大多数和省级政党没有隶属关系的联邦政党不同。現時卑詩省和曼尼托巴省的省級新民主党领导其省政府。

## 歷史
新民主党於1961年成立，由加拿大勞工大會和合作社联邦联合会合併而成。合作社联邦联合会是从一个依靠农业阶层支持的左翼民粹主义和民主社会主义政党逐步發展为一個现代社会民主主义政党。虽然合作社联邦联合会曾是基督教左翼和社会福音运动的成員，但新民主党的宗旨卻是世俗主义和多元文化的政策。
新民主黨是加拿大的第三大政黨。自由黨和保守黨自1867年加拿大聯邦成立以來一直在聯邦政府輪流執政，新民主黨1961年成立以來，從未成為執政黨，但在自由黨或保守黨在國會下議院未獲多數需要組建少數政府時，新民主黨扮演關鍵角色。
執政自由黨少數政府和新民主黨在2022年3月22日達成信任供給協議，新民主黨在2025年6月限期前，不會提出不信任自由黨政府的動議，也不會投票支持其他黨提出的不信任動議，作為交換，自由黨則承諾推動新民主黨的優先政策。2024年9月4日，新民主黨終止了此信任供給協議。黨魁駔勉誠在影片中將下一次選舉設定為新民主黨和保守黨黨魁博勵治之間的選擇。
2024年9月16日，新民主黨在溫尼辟的艾爾姆伍德—特蘭科納選區補選中以4%的輕微優勢擊敗保守黨守住了該席位，儘管如此兩黨得票率差距僅一千多票，代表以工人階級為主的該區對保守黨的支持大幅提升、以及新民主黨因曾經和低民望的自由黨政府聯盟而損失形象。
在2025年4月28日的聯邦大選中，駔勉誠帶領新民主黨取得了該黨歷史上最糟糕的成績，失去了官方政黨地位，他本人也在本拿比中選區落敗。聯邦大選之夜，他宣布辭去黨魁職務，直到該黨在下次新民主黨黨魁選舉之前選出臨時黨魁。5月5日，戴偉思被新民主黨聯邦委員會選為臨時黨魁。

## 政治立場
它的政治傾向已扩大到包括涉及新左派，主张同性恋权利、国际和平以及环境管理等问题。新民主黨由於堅持廢除非民選的加拿大參议院，因此不會參與相關的委任程序。
新民主黨較另一主流自由主義政黨加拿大自由黨偏向左派，兩黨雖然政治立場偏向中間偏左，但一直處於競爭狀態。
現時新民主党的主张包括：
- 廢除加拿大君主立憲制建立共和國
- 两性平等和LGBT居民平等权利
- 通过政府规章改善环境保护
- 订定全國食水安全标准
- 增加企业税
- 减少贫困
- 保护人权
- 扩大公共交通经费
- 扩大公共医疗服务，包括牙科和处方药保险
- 反映市民的需要订定社会福利政策，并协助他们重新进入劳动市场
- 主张采用比例代表制
- 取消非民选的加拿大參议院
- 工人的权利，包括提高最低工资以应付生活成本
- 加拿大土著条约、土地和宪法权利
- 外交政策强调透过外交途径维持和平以及提供人道主义援助，而不是采用军事行动
- 重新谈判北美自由贸易协定
- 支持巴勒斯坦

## 歷任黨領
| 圖像 | 名稱              | 任職時間                      | 附註                           |
| ---- | ----------------- | ----------------------------- | ------------------------------ |
|      | 湯米·道格拉斯     | 1961年8月3日－1971年4月24日   |                                |
|      | 大衛·劉易斯       | 1971年4月24日－1975年7月7日   |                                |
|      | 埃德·博德賓       | 1975年7月7日－1989年12月5日   |                                |
|      | 奧黛麗·麥克勞克林 | 1989年12月5日－1995年10月14日 |                                |
|      | 亞歷絲·麥克多諾   | 1995年10月14日－2003年1月25日 |                                |
|      | 傑克·林頓         | 2003年1月25日－2011年8月22日  | 2011年大選後成為官方反對黨領袖 |
|      | 妮科爾·特梅爾     | 2011年7月28日－2012年3月24日  | 臨時黨領，兼任官方反對黨領袖   |
|      | 唐民凱            | 2012年3月24日－2017年10月1日  | 2012年－2015年為官方反對黨領袖 |
|      | 駔勉誠            | 2017年10月1日－2025年5月5日   |                                |
|      | 戴偉思            | 2025年5月5日－                | 臨時黨領                       |

## 新民主党在联邦大选参选结果（1962年至今）
最高值则采用粗体显示
| 选举年份 | 党领              | 赢得国会席位数目 | +/-  | 投票总数  | 民众投票百分比 | 排名   | 政府               |
| -------- | ----------------- | ---------------- | ---- | --------- | -------------- | ------ | ------------------ |
| 1962年   | 汤米·道格拉斯     | 19 / 265         | ▲ 10 | 1,044,754 | 13.57%         | ━ 第四 | 進步保守黨少数政府 |
| 1963年   | 汤米·道格拉斯     | 17 / 265         | ▼ 2  | 1,044,701 | 13.24%         | ━ 第四 | 自由黨少数政府     |
| 1965年   | 汤米·道格拉斯     | 21 / 265         | ▲ 4  | 1,381,658 | 17.91%         | ▲ 第三 | 自由黨少数政府     |
| 1968年   | 汤米·道格拉斯     | 22 / 264         | ▲ 1  | 1,378,263 | 16.96%         | ━ 第三 | 自由黨多数政府     |
| 1972年   | 大卫·刘易斯       | 31 / 264         | ▲ 9  | 1,725,719 | 17.83%         | ━ 第三 | 自由黨少数政府     |
| 1974年   | 大卫·刘易斯       | 16 / 264         | ▼ 15 | 1,467,748 | 15.44%         | ━ 第三 | 自由黨多数政府     |
| 1979年   | 埃德·博德賓       | 26 / 282         | ▲ 10 | 2,048,988 | 17.88%         | ━ 第三 | 進步保守黨少数政府 |
| 1980年   | 埃德·博德賓       | 32 / 282         | ▲ 6  | 2,150,368 | 19.67%         | ━ 第三 | 自由黨多数政府     |
| 1984年   | 埃德·博德賓       | 30 / 282         | ▼ 2  | 2,359,915 | 18.81%         | ━ 第三 | 進步保守黨多数政府 |
| 1988年   | 埃德·博德賓       | 43 / 295         | ▲ 13 | 2,685,263 | 20.38%         | ━ 第三 | 進步保守黨多数政府 |
| 1993年   | 奥黛丽·麦克劳克林 | 9 / 295          | ▼ 34 | 933,688   | 6.88%          | ▼ 第四 | 自由黨多数政府     |
| 1997年   | 亚历丝·麦克多诺   | 21 / 301         | ▲ 12 | 1,434,509 | 11.05%         | ━ 第四 | 自由黨多数政府     |
| 2000年   | 亚历丝·麦克多诺   | 13 / 301         | ▼ 8  | 1,093,748 | 8.51%          | ━ 第四 | 自由黨多数政府     |
| 2004年   | 杰克·林顿         | 19 / 308         | ▲ 6  | 2,116,536 | 15.68%         | ━ 第四 | 自由黨少数政府     |
| 2006年   | 杰克·林顿         | 29 / 308         | ▲ 10 | 2,589,597 | 17.48%         | ━ 第四 | 保守黨少数政府     |
| 2008年   | 杰克·林顿         | 37 / 308         | ▲ 8  | 2,517,075 | 18.13%         | ━ 第四 | 保守黨少数政府     |
| 2011年   | 杰克·林顿         | 103 / 308        | ▲ 66 | 4,508,474 | 30.63%         | ▲ 第二 | 保守黨多数政府     |
| 2015年   | 唐民凱            | 44 / 338         | ▼ 59 | 3,459,826 | 19.72%         | ▼ 第三 | 自由黨多数政府     |
| 2019年   | 驵勉诚            | 24 / 338         | ▼ 20 | 2,821,547 | 15.98%         | ▼ 第四 | 自由黨少数政府     |
| 2021年   | 驵勉诚            | 25 / 338         | ▲ 1  | 3,036,348 | 17.82%         | ━ 第四 | 自由黨少数政府     |
| 2025年   | 驵勉诚            | 7 / 343          | ▼ 18 | 1,234,739 | 6.29%          | ━ 第四 | 自由黨少数政府     |